# 鈴木誠一 (フィギュアスケート選手)
鈴木 誠一（すずき せいいち、1976年7月8日）は、東京都出身の元男性フィギュアスケート選手で現在はコーチ兼プロスケーター。明治大学卒。

## 経歴
5歳でスケートを始め、やがて佐藤信夫、久美子夫妻に師事。1992年全日本フィギュアスケートジュニア選手権2位となり、1994年世界ジュニアフィギュアスケート選手権で銅メダルを獲得。大学卒業とともにアマチュアを引退。現在は新横浜プリンスホテルアイスセンターでコーチをしている。また、プロフィギュアスケート選手として、八木沼純子率いるプリンスアイスワールドチームの一員。

## 主な戦績
| 大会/年          | 1992-93 | 1993-94 | 1994-95 | 1995-96 | 1996-97 | 1997-98 | 1998-99 |
| ---------------- | ------- | ------- | ------- | ------- | ------- | ------- | ------- |
| 全日本選手権     |         |         | 3       |         |         | 4       | 4       |
| NHK杯            |         |         | 8       | 10      |         |         |         |
| アジア大会       |         |         |         |         |         |         | 5       |
| ユニバーシアード |         |         |         |         | 6       |         |         |
| 世界Jr.選手権    | 10      |         | 3       |         |         |         |         |
| 全日本Jr.選手権  | 2       | 3       | 2       |         |         |         |         |